# Пригоди жирафки
«Пригоди жирафки» — анімаційний фільм 1973 року Творчого об'єднання художньої мультиплікації студії Київнаукфільм, режисер — Ірина Гурвич.

## Над мультфільмом працювали
- Режисер: Ірина Гурвич
- Автор сценарію: Аркадий Паровозов
- Композитор: Аркадий Паровозов
- Художник-постановник: Генріх Уманський
- Оператор: Аркадий Паровозов
- Звукорежисер: Леонід Мороз